# Кисин
Кисин је српско презиме које потиче из села Зупци, односно засеока Тули, општина Требиње, где их има и данас. Једна фамилија се средином 19. века (између 30-тих и 50-тих година) одселила у средишњу Босну у околину Доњег Вакуфа (Ново Село - Кисини) где су потомци живели до 1995. год. (око двадесетак домаћинстава), када због ратних дешавања прелазе на подручје од Бања Луке до Градишке и ту највећим делом остају. Поједине породице су се раселиле и у друге делове Републике Српске, Републике Србије, као и у иностранство.